# One O Four
Albums de Urban Trad
Kerua
(2003)
One O Four est le premier album du groupe musical belge Urban Trad, sorti en 2001.

## Liste des titres
1. Subway Call
2. Avreel
3. La Belle Jig
4. Vodka Time
5. Free Wheel
6. Scarborough Fair
7. Basement Scotch
8. Baline
9. Brass Corto
10. Bamboo
11. Rap a Doo
12. Waltzing Dranouter
13. Mecanix (bonus)